# 相葉ゆきこ
相葉 ゆきこ（あいば ゆきこ、1月21日 - ）は、日本の女性声優。東京都出身。血液型はAB型。ブラッシュアップ・ワン所属。かつてはぐるーぷ・インパクトに所属していた。

## 出演

### テレビアニメ
- STEINS;GATE（2011年、メイド[1]）

### Webアニメ
- どきどき★恋愛心理学（ねこむー[2]、らいぽん[2]、くまりー[2]、こーぽ[2]）

### ドラマCD
- デキる男の育て方（女性[1]）
- 東京探偵姫（結城先生[2][1]）

### ラジオドラマ
- ミステリーサーチ99（あい・こみゅ・すまいる内）（弓倉はじむ[1]）
- 宍戸町フォーチュンきっす（あい・こみゅ・すまいる内）（美原亜紀[1]）
- あったか肉パンダ（中町華）

### ナレーション
- Admg mook 「リースのつくり方」

### ラジオ
- 知りたい!相手の気持ち（web） パーソナリティー[1]
- きらきら研修医（web）朗読＆ナビゲーター[1]
- モテの真実★恋愛の心理学（web） ナビゲーター[1]
- 日本香堂 presents 癒しの香ギャラリー（web）パーソナリティー[1]（2009年10月 - 2012年9月）
- 松本忍のニンニンってどうよ!?（web）ゲスト
- あい・こみゅ・すまいる（すまいるエフエム）ゲスト

### WebTV
- 一条和矢プロデュース Aコミ☆プロジェクト（アキバ系BBチャンネル）[2] アシスタント

### 舞台
- 宍戸町フォーチュンきっす（夕月蛍）
- 晴明奇伝〜魂の迷宮〜（小倩）
- 東京探偵姫（村瀬七緒）

### イベント
- 株式会社虎の穴 秋葉原本店オープニングセレモニー 司会[1]
- 日活プレジャースポーツクラブ オープニングイベント[2] 司会
- 東京国際アニメフェア2008 in 東京ビッグサイト ステージイベント出演[1]

### 雑誌
- VOICHA! vol.7、vol.12

### ご当地キャラクター
- 2016年5月16日に誕生した秋田県由利本荘市のご当地キャラクター 黄桜すい（きざくらすい）のキャラクターボイスを担当[1][3][4]。